# Maria Epple
Maria Epple, née le 11 mars 1959 à Seeg, est une ancienne skieuse alpine allemande. Sa sœur Irene est skieuse alpine dans les années 1970.

## Jeux olympiques d'hiver
| Épreuve / Édition | Lake Placid 1980 | Sarajevo 1984 |
| Géant             | 8e               | 13e           |
| Slalom            | -                | 12e           |

## Championnats du monde
| Épreuve / Édition | Garmisch 1978 | Schladming 1982 | Bormio 1985 |
| Géant             | Or            | -               | 7e          |
| Slalom            | -             | 6e              | -           |

## Coupe du monde
- Meilleur résultat au classement général : 4e en 1982
  - 5 victoires : 4 géants et 1 slalom

### Différents classements en coupe du monde
| Saison / Épreuve | Saison / Épreuve | Général | Général | Slalom | Slalom | Géant  | Géant  |
| ---------------- | ---------------- | ------- | ------- | ------ | ------ | ------ | ------ |
| Saison / Épreuve | Saison / Épreuve | Class.  | Points  | Class. | Points | Class. | Points |
| 1976             | 1976             | 38e     | 7       | 19e    | 7      | -      | -      |
| 1977             | 1977             | 33e     | 5       | 21e    | 1      | 22e    | 4      |
| 1978             | 1978             | 7e      | 94      | 6e     | 46     | 3e     | 77     |
| 1980             | 1980             | 28e     | 36      | 34e    | 4      | 12e    | 32     |
| 1981             | 1981             | 14e     | 102     | 12e    | 31     | 6e     | 71     |
| 1982             | 1982             | 4e      | 166     | 8e     | 56     | 2e     | 110    |
| 1983             | 1983             | 9e      | 109     | 11e    | 45     | 3e     | 81     |
| 1984             | 1984             | 14e     | 92      | 15e    | 40     | 8e     | 53     |
| 1985             | 1985             | 12e     | 106     | 5e     | 67     | 14e    | 43     |
| 1986             | 1986             | 42e     | 39      | 19e    | 20     | 19e    | 19     |

### Détail des victoires
| Édition / Épreuve | Slalom géant                  | Slalom | Total |
| 1981              | Zwiesel                       | -      | 1     |
| 1982              | Oberstaufen Aspen San Sicario | -      | 3     |
| 1985              | -                             | Arosa  | 1     |
| Total             | 4                             | 1      | 5     |

## Arlberg-Kandahar
- Meilleur résultat : 6e place dans le slalom 1978 à Saint-Gervais